# Myodes imaizumii
Myodes imaizumii là một loài động vật có vú trong họ Cricetidae, bộ Gặm nhấm. Loài này được Jameson mô tả năm 1961.